# 平田の渡し
平田の渡し（へいたのわたし）は、大阪市の東淀川区と対岸の旭区を結んでいた渡し船。延宝4年（1676年）ころから起こり、1970年に、豊里大橋ができるまでの294年間、淀川を行き来していた。
平田の渡しは平太の渡しとも書かれ、この名前は大道村（東淀川区大桐）の土豪沢田佐平太の名前に由来するという説もあるが確かなことはわからない。

## 概要
明治37年（1904年）の淀川改修により場所を移し、個人経営から村営に変更されたが、名称は「平田の渡し」として存続した。その後、経営が明治40年（1907年）から府営に、大正14年（1925年）から大阪市営となる。昭和35年（1960年）には、需要増を受け、それまでの手漕ぎから発動機船に替えられ、最盛期には1日に約3000人、670台の自転車を運んだとされている。
昭和45年（1970年）、日本万国博覧会の関連事業による豊里大橋の完成に伴い、淀川最後の渡船場であった「平田の渡し」は姿を消すことになった。現在はその名残として、東淀川区側に「『平田の渡し跡』石碑」、旭区側に「『平太の渡し跡』碑」が建てられている。

## 歴史
- 延宝4年（1676年）頃 - 私営の渡しとして発足[4]。
- 明治37年（1904年） - 新淀川の開削工事により分断された豊里村の村内飛び地を結ぶため、村営となる[5]。
- 大正14年（1925年） - 大阪市の市域拡張に伴い、大阪市営となる（運航は請負制で、民間に委託）[5]。
- 昭和23年（1948年） - 4月1日　大阪市直営の渡しとなる[6]。
- 昭和35年（1960年）- 手漕ぎ船から発動機船となる[7]。
- 昭和45年（1970年）3月3日 - 豊里大橋の完成に伴い廃止[8]。